# Rub' al-Khali

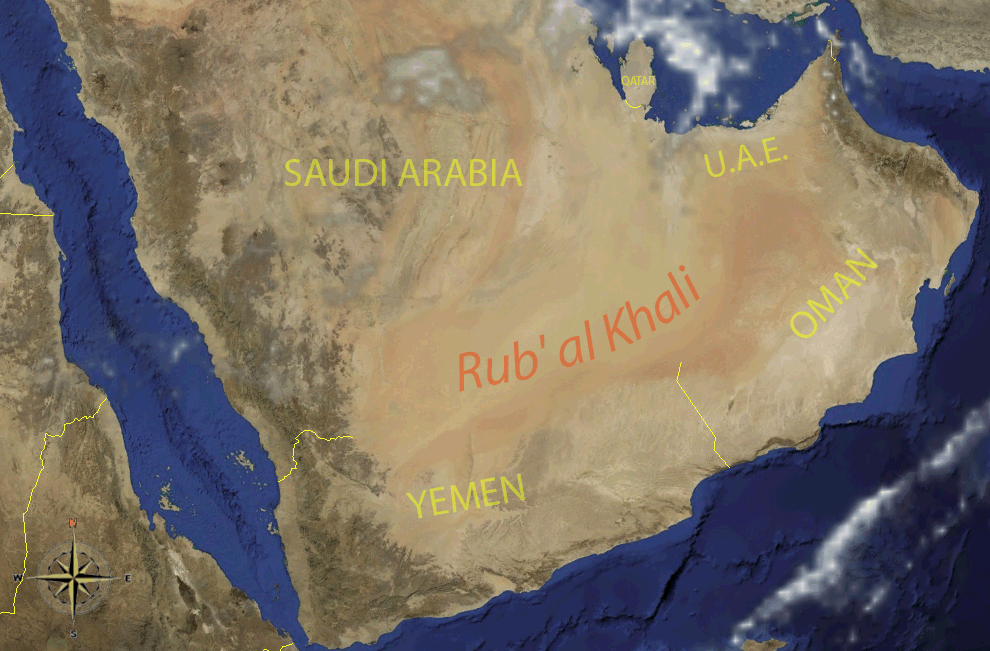
O Rub' al-Khali

O Rub' al-Khālī (em árabe: الربع الخالي ar-Rubʿ al-Ḫālī ,; em português, Rubalcali, lit.: 'o quarto vazio' ou 'a quarta parte vazia') é um dos maiores desertos do planeta e a maior área contínua de areia (erg) do mundo, ocupando a maior parte do terço sul da Península Arábica e abrangendo áreas da Arábia Saudita, de Omã, dos Emirados Árabes Unidos e do Iêmen. O deserto cobre cerca de 650.000 km² e se localiza entre long. 44°30′ − 56°30′E e lat. 16°30′ − 23°00′N. Sua altitude varia de 800m, no sudoeste, até o nível do mar, no nordeste.
Rub' al-Khālī se caracteriza pela presença de dunas com até 250 m de altura, intercaladas por planícies de cascalho e gipsita. Suas areias têm um tom amarelo alaranjado, em razão da presença de feldspatos.
A região tem clima desértico típico do Deserto da Arábia, sendo classificada como de clima hiper-árido, com precipitações anuais médias inferiores a 30 mm. A temperatura máxima média é de 47°C, podendo chegar a 51°C.
A região também possui desertos de sal e sapais de areia movediça em algumas áreas, como o Umm al Samim, na extremidade leste do deserto.